# Faro de Hammeren
El faro de Hammeren ( en danés: Hammeren Fyr) se encuentra en la península de Hammeren, en el extremo noroeste de la isla danesa de Bornholm. 

## Historia
Un antiguo faro de carbón construido en 1802 y modernizado en 1837 se dejó de operar en 1872 cuando se decidió construir un nuevo faro más alto cerca del punto más alto de Hammeren, Stejlebjerg.  Sin embargo, su altura demostró ser un problema, ya que no siempre se podía ver desde el mar en condiciones de niebla.  Por lo tanto, en 1895 se decidió construir un segundo faro, el faro de Odde Hammer.

## El faro
Inactivo desde 1990, está situado en las alturas de Stejlebjerg.  Su lámpara, de 4,3 m   de diámetro, está a 85 m  sobre el nivel del mar.  Cuando estaba en funcionamiento, su luz artificial fija era visible a una distancia de 37 km. El faro se encuentra en el extremo noroeste de Bornholm, con coordenadas GPS 55 ° 17'N, 14 ° 55'E, al final de Fyrvej, a unos 2,5 km al  oeste de Sandvig.  Es una torre circular de granito (construida junto a una casa de ladrillos de 1-1/2 pisos) y se encuentra en un área natural muy pintoresca (rodeada de una pequeña vegetación de coníferas) con muchos monumentos antiguos. Este faro reemplazó al faro de Stejlebjerg, establecido en 1802, que estaba más cerca de Hammerodde. Construido en 1871, el faro de Hammeren funcionó entre 1872 y 1990, con la electrificación proporcionada en 1947. La torre de mampostería tiene 21 m de altura, pero la altura total del faro, incluyendo su cúpula con la lámpara brillante (de un color metálico verdoso) y accesorios, es de 91 m sobre el nivel del mar, debido a que está construido en la zona más elevada de la isla.  En tiempo brumoso era demasiado alto para poder ser visto. Los visitantes pueden entrar en la torre durante el período de verano. En un día claro, las vistas se extienden a la costa sueca.